# Dupucharopa millestriata
Dupucharopa millestriata é uma espécie de gastrópode  da família Charopidae.
É endémica da Austrália.